# Амілоцистис
Амілоцистис (Amylocystis) — рід базидіомікотових грибів родини фомітопсисових (Fomitopsidaceae).. Назва вперше опублікована 1944 року.

## Класифікація
До роду Amylocystis відносять 2 види:
- Amylocystis lapponicus
- Amylocystis unicolor